# Cara Tivey
Cara Tivey (* 20. Jahrhundert) ist eine britische Pianistin und Sängerin.

## Leben
Cara Tivey wurde im klassischen Klavier unterrichtet. Ab 1983 wurde sie als Keyboarderin in britischen Bands aktiv, darunter bei Au Pairs, Basil Gabbidon und Everything but the Girl. 1988 begann ihre langjährige musikalische Partnerschaft mit dem Singer-Songwriter Billy Bragg. Sie spielte und sang auch auf dessen Cover-Song She’s Leaving Home, welcher als Split-Single 1988 Platz 1 in England erreichte.
In den 1990er Jahren spielte sie für The Lilac Time und Stephen Duffy und war Tour-Keyboarderin bei Blur.
In den späteren Jahren spielt sie überwiegend Solo-Klavier im Grenzbereich zwischen Klassik und Jazz.